# Historia ludowa
Historia ludowa, historia oddolna – nurt historii, badający i przedstawiający historię z perspektywy mas, stojący w opozycji do tradycyjnego dyskursu historycznego, zorientowanego wokół punktu widzenia elit społecznych i politycznych.